# 侍產假
男士侍產假為在職男性的法定勞工假期，於2014年，有逾40個國家及地區推行，普遍為3日至10日。

## 歷史
瑞士為世界上首個推行男士侍產假的國家，除了丈夫可以享受10日有薪男士侍產假外，父母雙方可以因應每名孩子享受有薪假共480日，兩人可以攤分使用，直至孩童年滿8歲為止。

## 世界各地男士侍產假
- ：14日、支取全薪。
- 瑞士：10日、支取全薪。
- 中华人民共和国（護理假）：日數視乎各省區的《計劃生育條例》而定，3日至14日不等。
  - 廣東省及深圳市：10日、支取全薪。
- 阿富汗：10日、無薪。
- 新加坡：7日、以2,500新加坡元為限，由新加坡政府支付；要求父母雙方屬於合法夫婦，初生嬰孩之父連續為僱主工作最少3個月。
- 日本：5日、支取全薪。
- 中華民國（陪產假）：5日、支取全薪[1]。
- ：3日全薪、2日無薪
- 乌干达：4日、支取全薪。
- 澳門：5日、支取全薪[2]。
- 香港：5日、支取4/5薪酬。不同於普羅大眾，香港特區政府向公務員提供5日全薪男士侍產假。
- 新西兰：14日、無薪。
- 西班牙：16週、支取全薪。